# Lista localităților din județul Bălți
Județul Bălți cuprindea 251 de localități: inclusiv municipii - 1, orașe - 6, comune - 75. 

## Municipii
| Nr. | Municipiu | Localități componente |
| --- | --------- | --------------------- |
| 1   | Bălți     | Sadovoe Elizaveta     |

## Orașe
| Nr. | Oraș     | Localități componente                     |
| --- | -------- | ----------------------------------------- |
| 1   | Biruința |                                           |
| 2   | Costești | Dămășcani Duruitoarea Păscăuți Proscureni |
| 3   | Fălești  |                                           |
| 4   | Glodeni  | Stîrcea                                   |
| 5   | Rîșcani  | Balanul Nou Rămăzan                       |
| 6   | Sîngerei | Vrănești                                  |

## Sate
| Nr. | Comuna          | Localități componente                                                                                               | Raionul actual |
| --- | --------------- | --- | -------------- |
| 1   | Albinețul Vechi | Albinețul Vechi Albinețul Nou Rediul de Jos Rediul de Sus                                                           | Fălești        |
| 2   | Alexăndreni     | Alexăndreni Grigorești Heciul Vechi Țiplești Țipletești                                                             | Sîngerei       |
| 3   | Balatina        | Balatina Lipovăț Tomeștii Noi Tomeștii Vechi                                                                        | Glodeni        |
| 4   | Bilicenii Noi   | Bilicenii Noi Lipovanca Mîndreștii Noi                                                                              | Sîngerei       |
| 5   | Bilicenii Vechi | Bilicenii Vechi Coada Iazului                                                                                       | Sîngerei       |
| 6   | Bocani          | Bocani Măgura Măgura Nouă Pietrosu                                                                                  | Fălești        |
| 7   | Borosenii Noi   | Borosenii Noi | Rîșcani        |
| 8   | Braniște        | Braniște Avrămeni Reteni Reteni-Vasileuți                                                                           | Rîșcani        |
| 9   | Cajba           | Cajba Clococenii Vechi                                                                                              | Glodeni        |
| 10  | Camenca         | Camenca Brînzeni Butești Molești                                                                                    | Glodeni        |
| 11  | Călinești       | Călinești Chetriș Chetrișul Nou Hîncești                                                                            | Fălești        |
| 12  | Călugăr         | Călugăr Frumușica Musteața Socii Noi Socii Vechi                                                                    | Fălești        |
| 13  | Chișcăreni      | Chișcăreni Nicolaevca Slobozia-Chișcăreni Tăura Nouă Tăura Veche                                                    | Sîngerei       |
| 14  | Ciolacu Nou     | Ciolacu Nou Ciolacu Vechi Făgădău Pocrovca Șoltoaia                                                                 | Fălești        |
| 15  | Ciuciulea       | Ciuciulea | Glodeni        |
| 16  | Cobani          | Cobani | Glodeni        |
| 17  | Copăceni        | Copăceni Antonovca Evghenievca Gavrilovca Grigorăuca Petropavlovca Petrovca Vladimireuca Ciobanovca                 | Sîngerei       |
| 18  | Corlăteni       | Corlăteni Ciobanovca Grinăuți Singureni                                                                             | Rîșcani        |
| 19  | Coșcodeni       | Coșcodeni Bobletici Bursuceni Flămînzeni Slobozia-Măgura                                                            | Sîngerei       |
| 20  | Cubolta         | Cubolta Frumușica Nouă Mărășești                                                                                    | Sîngerei       |
| 21  | Cuhnești        | Cuhnești Bisericani Cot Moara Domnească Serghieni Viișoara                                                          | Glodeni        |
| 22  | Danu            | Danu Camencuța Nicolaevca                                                                                           | Glodeni        |
| 23  | Dobrogea Veche  | Dobrogea Veche Cotovca Dobrogea Nouă                                                                                | Sîngerei       |
| 24  | Drăgănești      | Drăgănești Alexeuca Chirileni Cotiujenii MiciGura-Oituz Izvoare Nicolaevca Sacarovca Valea Norocului Valea Rădoaiei | Sîngerei       |
| 25  | Dominteni       | Dominteni Petreni Popeștii Noi                                                                                      | Drochia        |
| 26  | Dumbrăvița      | Dumbrăvița Bocancea-Schit Valea lui Vlad                                                                            | Sîngerei       |
| 27  | Dușmani         | Dușmani | Glodeni        |
| 28  | Egorovca        | Egorovca Ciuluc Catranîc                                                                                            | Fălești        |
| 29  | Făleștii Noi    | Făleștii Noi Pietrosul Nou                                                                                          | Fălești        |
| 30  | Fundurii Vechi  | Fundurii Vechi | Glodeni        |
| 31  | Ghiliceni       | Ghiliceni Cucioaia Cucioaia Nouă                                                                                    | Telenești      |
| 32  | Glinjeni        | Glinjeni | Fălești        |
| 33  | Hăsnășenii Mari | Hăsnășenii Mari Hăsnășenii Noi Lazo Moara de Piatră                                                                 | Drochia        |
| 34  | Heciul Nou      | Heciul Nou Trifănești                                                                                               | Sîngerei       |
| 35  | Hiliuți         | Hiliuți Răuțelul Nou                                                                                                | Fălești        |
| 36  | Hiliuți         | Hiliuți | Rîșcani        |
| 37  | Hîjdieni        | Hîjdieni | Glodeni        |
| 38  | Horești         | Horești Hrubna Nouă Lucăceni Taxobeni Unteni Vrănești                                                               | Fălești        |
| 39  | Iabloana        | Iabloana Soroca | Glodeni        |
| 40  | Iezărenii Vechi | Iezărenii Vechi Brejeni Ciuciuieni Iezărenii Noi                                                                    | Sîngerei       |
| 41  | Ilenuța         | Ilenuța | Fălești        |
| 42  | Iliciovca       | Iliciovca Maiscoe                                                                                                   | Florești       |
| 43  | Ișcălău         | Ișcălău Burghelea Catranîc Doltu                                                                                    | Fălești        |
| 44  | Izvoare         | Izvoare | Fălești        |
| 45  | Limbenii Noi    | Limbenii Noi Fundurii Noi                                                                                           | Glodeni        |
| 46  | Limbenii Vechi  | Limbenii Vechi | Glodeni        |
| 47  | Mărăndeni       | Mărăndeni | Fălești        |
| 48  | Mihăileni       | Mihăileni | Rîșcani        |
| 49  | Natalievca      | Natalievca Beleuți Comarovca Ivanovca Octeabriscoe Pălăria Pervomaisc Pompa Popovca Suvorovca Țambula Țapoc         | Fălești        |
| 50  | Năvîrneț        | Năvîrneț Logofteni                                                                                                  | Fălești        |
| 51  | Nihoreni        | Nihoreni | Rîșcani        |
| 52  | Obreja Veche    | Obreja Veche Obreja Nouă                                                                                            | Fălești        |
| 53  | Pelinia         | Pelinia Pelinia loc.c.f.                                                                                            | Drochia        |
| 54  | Pepeni          | Pepeni Bălășești Pepenii Noi Răzălăi Romanovca Sloveanca                                                            | Sîngerei       |
| 55  | Petrunea        | Petrunea | Glodeni        |
| 56  | Pînzăreni       | Pînzăreni Moldoveanca Pînzărenii Noi                                                                                | Fălești        |
| 57  | Pîrjota         | Pîrjota | Rîșcani        |
| 58  | Pîrlița         | Pîrlița | Fălești        |
| 59  | Prepelița       | Prepelița Clișcăuți Mihailovca Șestaci                                                                              | Sîngerei       |
| 60  | Pruteni         | Pruteni Cuzmenii Vechi Drujineni Valea Rusului                                                                      | Fălești        |
| 61  | Răcăria         | Răcăria Lupăria Malinovscoe Ușurei                                                                                  | Rîșcani        |
| 62  | Rădoaia         | Rădoaia | Sîngerei       |
| 63  | Răuțel          | Răuțel | Fălești        |
| 64  | Recea           | Recea Aluniș Bulhac Cepăria Slobozia-Recea Sverdiac Șumna                                                           | Rîșcani        |
| 65  | Risipeni        | Risipeni Bocșa | Fălești        |
| 66  | Ustia           | Ustia | Glodeni        |
| 67  | Sărata Veche    | Sărata Veche Hitrești Sărata Nouă                                                                                   | Fălești        |
| 68  | Scumpia         | Scumpia Hîrtop Măgureanca Nicolaevca                                                                                | Fălești        |
| 69  | Sîngereii Noi   | Sîngereii Noi Mărinești                                                                                             | Sîngerei       |
| 70  | Sofia           | Sofia | Drochia        |
| 71  | Sturzeni        | Sturzeni Alexăndrești Cucuieții Noi Cucuieții Vechi Ivănești                                                        | Rîșcani        |
| 72  | Sturzovca       | Sturzovca | Glodeni        |
| 73  | Șaptebani       | Șaptebani Gălășeni Mălăiești Petrușeni                                                                              | Rîșcani        |
| 74  | Vasileuți       | Vasileuți Armanca Ciubara Mihăilenii Noi Moșeni Știubeieni                                                          | Rîșcani        |
| 75  | Zgărdești       | Zgărdești Bondareuca Ciofu Cîșla Cozești                                                                            | Telenești      |